# Matang Teungoh Ls
Matang Teungoh Ls is een bestuurslaag in het regentschap Aceh Utara van de provincie Atjeh, Indonesië. Matang Teungoh Ls telt 215 inwoners (volkstelling 2010).